# Fidelis Cheza
Fidelis Chirimuuta Cheza (* 1947 in Südrhodesien; † 25. Oktober 2015 in Harare) war ein simbabwischer Schauspieler.

## Leben
Cheza gilt als einer der Veteranen der simbabwischen Filmindustrie. 1985 wirkte er in dem Spielfilm Quatermain – Auf der Suche nach dem Schatz der Könige als anführender Stammeskrieger mit. Zwei Jahre später wirkte er auch im Nachfolger Quatermain II – Auf der Suche nach der geheimnisvollen Stadt mit. Im selben Jahr spielte er in Im Urwald ist die Hölle los eine Nebenrolle. In Jit verkörperte er 1992 einen Barkeeper. Bekanntheit erlangte er als Häuptling Palala in dem kanadisch-US-amerikanischen Abenteuerfilm Die verlorene Welt und des Nachfolgers im selben Jahr Rückkehr in die verlorene Welt. 1993 wirkte er in Die Spur des Windes – Das letzte große Abenteuer und in Bopha! - Kampf um Freiheit mit. 1997 wirkte er in einer Episode der TV-Serie Diamant, als auch im Film Kini & Adams als Tapera mit.
Cheza, der in einigen Produktionen auch als Fidelis Chea  geführt wurde, war in über 40 in- aber auch ausländischen Produktionen zu sehen. Er verstarb 2015 und wurde in den Warren Hills in Harare beigesetzt.

## Filmografie
- 1985: Quatermain – Auf der Suche nach dem Schatz der Könige
- 1987: Quatermain II – Auf der Suche nach der geheimnisvollen Stadt
- 1987: Im Urwald ist die Hölle los
- 1992: Jit
- 1992: Die verlorene Welt (The Lost World)
- 1992: Rückkehr in die verlorene Welt (Return to the Lost World)
- 1993: Die Spur des Windes – Das letzte große Abenteuer
- 1993: Bopha! - Kampf um Freiheit
- 1997: Diamant (Mini-Fernsehserie, Episode 1x01)
- 1997: Kini & Adams